# Тери (Мисисипи)
Тери (енгл. Terry) град је у америчкој савезној држави Мисисипи.

## Демографија
По попису из 2010. године број становника је 1.063, што је 399 (60,1%) становника више него 2000. године.
| Група             | 2000.       | 2010.       |
| Белци             | 322 (48,5%) | 412 (38,8%) |
| Афроамериканци    | 335 (50,5%) | 630 (59,3%) |
| Азијати           | 0 (0,0%)    | 3 (0,3%)    |
| Хиспаноамериканци | 2 (0,3%)    | 7 (0,7%)    |
| Укупно            | 664         | 1.063       |